# Mounir Margoum
Pour les articles homonymes, voir Margoum (homonymie).
Mounir Margoum, né le 7 juillet 1976 à Clermont-Ferrand en France, est un acteur et réalisateur français.

## Biographie
Né dans une famille d’origine marocaine, il suit une formation de comédien au Conservatoire national supérieur d'art dramatique, promotion 2003. Il commence sa carrière professionnelle sur scène, dans la pièce de William Shakespeare, Titus Andronicus, mise en scène par Lukas Hemleb au Théâtre de Gennevilliers. Il travaille ensuite pour le Théâtre Nanterre-Amandiers, souvent sous la direction de Jean-Louis Martinelli. Il interprète avec une même aisance des œuvres classiques de Racine et d’Anton Tchekhov, et des pièces contemporaines comme : Le torticolis de la girafe de Carine Lacroix, au Théâtre du Rond-Point ou J’aurais voulu être égyptien d’Alaa El Aswany.
Au cinéma, il fait des apparitions dans des productions anglo-saxonnes telles que Détention secrète en 2008 ou Le Cinquième Pouvoir en 2013. En France, il interprète des rôles secondaires dans Trois mondes de Catherine Corsini et L'Ombre des femmes de Philippe Garrel, avant de jouer le premier rôle masculin dans Par accident de Camille Fontaine, auprès de Hafsia Herzi et Emilie Dequenne, un rôle qui lui vaut un prix du public au Festival Jean Carmet de Moulins. Il joue également dans Divines, de Uda Benyamina, qui a obtenu la caméra d'or au Festival de Cannes 2016.
Pour la télévision, on le voit dans les téléfilms Nuit noire 17 octobre 1961 d’Alain Tasma et Monsieur Max et la rumeur de Jacques Malaterre d’après un scénario de Patrick Sébastien. Il incarne aussi Qoussaï Hussein, le second fils de Saddam Hussein, dans la série anglaise House of Saddam.

## Filmographie

### Cinéma

#### Longs métrages
- 2006 : La Nativité (The Nativity Story) de Catherine Hardwicke : un prêcheur
- 2008 : Détention secrète (Rendition) de Gavin Hood : Rani
- 2012 : Trois mondes de Catherine Corsini : le policier
- 2013 : Le Cinquième Pouvoir (The Fifth Estate) de Bill Condon : le garde-frontière
- 2014 : L'Ombre des femmes de Philippe Garrel : l’amant de Manon
- 2015 : Les Cowboys de Thomas Bidegain : Ahmed
- 2015 : Par accident de Camille Fontaine : Lyes
- 2016 : Divines d’Houda Benyamina : Cassandra
- 2016 : Timgad de Fabrice Benchaouche : Jamel Ghomari, l'archéologue
- 2017 : Hitman & Bodyguard (The Hitman's Bodyguard) de Patrick Hughes : Zidane
- 2017 : Jalouse de David et Stéphane Foenkinos : le médecin à l'hôpital
- 2017 : La Mélodie de Rachid Hami : un parent d'élève
- 2018 : L'Ange du Mossad (The Angel) d'Ariel Vromen : Babak
- 2019 : Merveilles à Montfermeil de Jeanne Balibar : Selim
- 2019 : Exfiltrés d'Emmanuel Hamon : l'émir
- 2022 : Les Passagers de la nuit de Mikhael Hers : Lounès
- 2023 : Second tour d'Albert Dupontel : le journaliste télévisé
- 2023 : HLM Pussy de Nora El Hourch (d) :

#### Courts métrages
- 2007 : Carcasse d’Ismael El Maoula El Iraki : Ilias
- 2008 : Hollywood Inch’Allah de lui-même : le jeune acteur
- 2009 : Ma poubelle géante d’Houda Benyamina : Yazid
- 2010 : Dans le cadre de Philippe Lasry : le comédien
- 2011 : Sur la route du paradis d’Houda Benyamina : Cassandra
- 2011 : Entrée du personnel de Manuela Frésil : voix
- 2014 : I’ll Be Home Soon de James Everett : Patrice
- 2014 : Essaie de mourir jeune de Morgan Simon : le gérant du kebab
- 2018 : Carré 644 d'Azize Kabouche : Kamel
- 2020 : Encore un peu de patience mon amour de Camille Duvelleroy : Emir Kasmi

### Réalisations
- 2008 : Hollywood Inch’Allah + scénario et montage
- 2009 : R. et Juliette + scénario et montage

### Télévision

#### Téléfilms
- 2005 : Nuit noire 17 octobre 1961 d’Alain Tasma : Mohamed
- 2005 : Rue des Figuiers de Yasmina Yahiaoui : Nasser
- 2012 : La Mouette, pièce filmée : Medvédenko
- 2013 : Complicit de Niall MacCormick : Moaz El Halwani
- 2014 : Monsieur Max et la rumeur de Jacques Malaterre : le président
- 2020 : Pour l'honneur d'un fils d'Olivier Guignard : Lieutenant Karim Vaillant

#### Séries télévisées
- 2005 : Le Cocon, débuts à l'hôpital de Pascale Dallet : Anis
- 2008 : House of Saddam, 4 épisodes d’Alex Holmes et Jim O'Hanlon : Qoussaï Hussein
- 2010 : MI-5 (Spooks), saison 9, épisode 5 de Julian Holmes : Muatt Hutri
- 2015 : No Limit ; saison 3, épisode 5 : Rais
- 2016 : Trepalium, saison 1, épisode 4 de Vincent Lannoo : Cleven
- 2020 : Balthazar, épisode L'Enfant de Camille Delamarre : Karim el Mesri
- 2022 : Ouija, un été meurtrier (mini-série) de Thomas Bourguignon : Farid Abbas
- 2023 : Alphonse (série télévisée) de Nicolas Bedos : le médecin de Jacques à l'hôpital
- 2023 : Mère indigne (série télévisée) d'Anne-Élisabeth Blateau et Romain Fisson Edeline : Yanis Zaoui

## Théâtre

### Comédien
- 2003 : Titus Andronicus de William Shakespeare, mise en scène Lukas Hemleb, Théâtre de Gennevilliers
- 2004 : Les Sacrifiées de Laurent Gaudé, mise en scène Jean-Louis Martinelli, Théâtre Nanterre-Amandiers
- 2004 : En enfer de Reza Baraheni, mise en scène Thierry Bédard, Festival d’Avignon
- 2004 : Une virée d’Aziz Chouaki, mise en scène Jean-Louis Martinelli, Théâtre Nanterre-Amandiers
- 2005 : J'aime ce pays de Peter Turrini, mise en scène Eva Doumbia, Théâtre du Rond-Point
- 2005 : Le Baiser sur l'asphalte de Nelson Rodrigues, mise en scène Thomas Quillardet, Théâtre Mouffetard
- 2006 : Bérénice de Racine, mise en scène Jean-Louis Martinelli, Théâtre Nanterre-Amandiers et en tournée
- 2007-2008 : Exils4 d’Aristide Tarnagda, mise en scène Eva Doumbia, Théâtre de la Tempête, les Rencontres de La Villette (Paris)
- 2007-2008 : Alta Villa - Contrepoint de Lancelot Hamelin, mise en scène Mathieu Bauer, Théâtre Ouvert
- 2007-2010 : Nous étions jeunes alors de Frédéric Sonntag, mise en scène de l’auteur, Théâtre Ouvert et l’ATP d'Aix-en-Provence
- 2008 : Le Repas de Valère Novarina, mise en scène Thomas Quillardet, Théâtre de l'Union de Limoges
- 2009-2010 : Les Fiancés de Loches de Georges Feydeau, mise en scène Jean-Louis Martinelli, Théâtre Nanterre-Amandiers et en tournée
- 2011-2015 : À portée de crachat de Taher Najib, mise en scène Laurent Fréchuret, Théâtre de Sartrouville et des Yvelines et en tournée
- 2011 : Le Torticolis de la girafe de Carine Lacroix, mise en scène Justine Heynemann, Théâtre National de Nice et Théâtre du Rond-Point
- 2011 : Les Aventures de Sindbad le Marin, adaptation du conte Les Mille et Une Nuits par Agathe Mélinand, mise en scène Laurent Pelly, Théâtre de la Cité TNT
- 2011 : J'aurais voulu être égyptien d'après Chicago d'Alaa al-Aswani, mise en scène Jean-Louis Martinelli, Théâtre Nanterre-Amandiers et en tournée
- 2012-2013 : La Mouette d’Anton Tchekhov, mise en scène Arthur Nauzyciel, Festival d’Avignon et en tournée
- 2013 : Phèdre de Jean Racine, mise en scène Jean-Louis Martinelli, Théâtre Nanterre-Amandiers
- 2015 : L'Oiseau vert de Carlo Gozzi, mise en scène Laurent Pelly, Théâtre de la Cité TNT et tournée
- 2015 : La Double Inconstance de Marivaux, mise en scène Adel Hakim, Théâtre des Quartiers d'Ivry
- 2016 : Nathan le Sage de Gotthold Ephraïm Lessing, mise en scène Nicolas Stemann, Théâtre de Vidy
- 2016 : La Cantatrice chauve d'Eugène Ionesco, mise en scène Laurent Pelly, Théâtre de la Cité TNT
- 2017 : Les Petites Reines de Gotthold Ephraïm Lessing, mise en scène Justine Heynemann, Festival d’Avignon
- 2018 : Bérénice de Jean Racine, mise en scène Célie Pauthe, Centre dramatique national Besançon Franche-Comté, Ateliers Berthier
- 2018 : La Dame aux camélias d'Alexandre Dumas fils, mise en scène Arthur Nauzyciel, TNB
- 2019 : Nous, l'Europe banquet des peuples de Laurent Gaudé, mise en scène Roland Auzet, Festival d'Avignon
- 2019 : Bajazet de Jean Racine, mise en scène Frank Castorf, Théâtre de Vidy - Lausanne
- 2020 : Meursault de Kamel Daoud, mise en scène Nicolas Stemann, Théâtre de Vidy - Lausanne
- 2022 : Antoine et Cléopâtre de William Shakespeare, mise en scène Célie Pauthe, Théâtre de l'Odéon

## Distinctions
- 2015 : Prix du public du meilleur second rôle masculin au Festival Jean Carmet de Moulins, pour Par accident de Camille Fontaine